# Tovö
Tovö är en ö i Finland.   Den ligger i kommunen Raseborg i den ekonomiska regionen  Raseborgs ekonomiska region  och landskapet Nyland, i den södra delen av landet, 90 km väster om huvudstaden Helsingfors.
Öns area är 31 hektar och dess största längd är 800 meter i öst-västlig riktning. Tovö sitter ihop med Getskär i väster genom en smal landbrygga, men Tovö tillhör inte det naturskyddsområde som Getskär ligger i.
Förutom Getskär i väster har Tovö Furuholm i öster. Sundet mellan Tovö och Furuholm är bara 80 meter brett och mitt i sundet ligger två små skär som är förbundna med Tovö med spänger. Norr om Tovö ligger Risö. I söder ligger Getskärsfjärden och på andra sidan den Alglo och Anderlandet.